# Haplochromis pappenheimi
Haplochromis pappenheimi är en fiskart som först beskrevs av Boulenger, 1914.  Haplochromis pappenheimi ingår i släktet Haplochromis och familjen Cichlidae. IUCN kategoriserar arten globalt som livskraftig. Inga underarter finns listade i Catalogue of Life.